# Asociación de Clubes Liga Argentina de Voleibol
La Asociación de Clubes Liga Argentina de Voleibol (ACLAV) es el máximo organismo que gestiona el voleibol profesional a nivel de clubes en Argentina. Se ocupa de las diferentes competencias que disputan sus miembros: la Liga de Voleibol Argentina (LVA) en la rama masculina y los torneos que se desprenden de la misma, como la Copa ACLAV o anteriormente el Torneo Súper 8. El resto del voleibol nacional es gestionado por la Federación del Voleibol Argentino (FeVA).

## Historia
El debut oficial del seleccionado nacional ocurrió en el Campeonato Sudamericano que se llevó a cabo en Río de Janeiro, Brasil en el año 1951, donde terminaron cuartos.
El primer Campeonato Mundial para Argentina fue el de 1960 en Río de Janeiro, donde terminó en la posición número quince. Desde entonces, Argentina ha participado en ocho Campeonatos Mundiales, logrando su mejor actuación con la medalla de bronce en Buenos Aires en el 1982. Argentina terminó en el 13° lugar en el último Campeonato Mundial, que se llevó a cabo en Japón en noviembre de 2006.
El seleccionado se clasificó por primera vez para un Juego Olímpico en Los Ángeles en 1984, terminando en el sexto lugar. Cuatro años después en Seúl ganó la medalla de bronce, siguiendo con un sexto lugar en Atlanta en 1996, un cuarto en Sídney 2000 y un quinto en Atenas en 2004. Ellos avanzaron a la segunda ronda en cada uno de los Juegos Olímpicos.
Argentina participó por primera vez en la Liga Mundial en 1996 y llevó a cabo el evento en 1999, donde clasificó para la ronda final. Tres años atrás, en 2006, Argentina mostró su mejor actuación en la Liga Mundial, ganando siete juegos seguidos, cuatro de los cuales llegaron en condición de visitante. A nivel doméstico, en tanto, Argentina ha obtenido una medalla de oro y tres de bronce en los Juegos Panamericanos

## Sistema de ligas
| Categoría | Categoría | Divisiones                                                 | Divisiones                                                 | Divisiones                                                 | Divisiones                                                 | Divisiones                                                 | Divisiones                                                 | Divisiones                                                 | Divisiones                                                 | Divisiones                                                 | Divisiones                                                 | Divisiones                                                 | Divisiones                                                 | Divisiones                                                 | Divisiones                                                 | Divisiones                                                 | Divisiones                                                 | Divisiones                                                 | Divisiones                                                 |
| --------- | --------- | ---------------------------------------------------------- | ---------------------------------------------------------- | ---------------------------------------------------------- | ---------------------------------------------------------- | ---------------------------------------------------------- | ---------------------------------------------------------- | ---------------------------------------------------------- | ---------------------------------------------------------- | ---------------------------------------------------------- | ---------------------------------------------------------- | ---------------------------------------------------------- | ---------------------------------------------------------- | ---------------------------------------------------------- | ---------------------------------------------------------- | ---------------------------------------------------------- | ---------------------------------------------------------- | ---------------------------------------------------------- | ---------------------------------------------------------- |
| 1.ª       | 1.ª       | Serie A1 10 equipos                                        | Serie A1 10 equipos                                        | Serie A1 10 equipos                                        | Serie A1 10 equipos                                        | Serie A1 10 equipos                                        | Serie A1 10 equipos                                        | Serie A1 10 equipos                                        | Serie A1 10 equipos                                        | Serie A1 10 equipos                                        | Serie A1 10 equipos                                        | Serie A1 10 equipos                                        | Serie A1 10 equipos                                        | Serie A1 10 equipos                                        | Serie A1 10 equipos                                        | Serie A1 10 equipos                                        | Serie A1 10 equipos                                        | Serie A1 10 equipos                                        | Serie A1 10 equipos                                        |
| 2.ª       | 2.ª       | Serie A2, gestionada por FeVA cantidad variable de equipos | Serie A2, gestionada por FeVA cantidad variable de equipos | Serie A2, gestionada por FeVA cantidad variable de equipos | Serie A2, gestionada por FeVA cantidad variable de equipos | Serie A2, gestionada por FeVA cantidad variable de equipos | Serie A2, gestionada por FeVA cantidad variable de equipos | Serie A2, gestionada por FeVA cantidad variable de equipos | Serie A2, gestionada por FeVA cantidad variable de equipos | Serie A2, gestionada por FeVA cantidad variable de equipos | Serie A2, gestionada por FeVA cantidad variable de equipos | Serie A2, gestionada por FeVA cantidad variable de equipos | Serie A2, gestionada por FeVA cantidad variable de equipos | Serie A2, gestionada por FeVA cantidad variable de equipos | Serie A2, gestionada por FeVA cantidad variable de equipos | Serie A2, gestionada por FeVA cantidad variable de equipos | Serie A2, gestionada por FeVA cantidad variable de equipos | Serie A2, gestionada por FeVA cantidad variable de equipos | Serie A2, gestionada por FeVA cantidad variable de equipos |
| 3.ª       | 3.ª       | Serie B1, gestionada por FeVA cantidad variable de equipos | Serie B1, gestionada por FeVA cantidad variable de equipos | Serie B1, gestionada por FeVA cantidad variable de equipos | Serie B1, gestionada por FeVA cantidad variable de equipos | Serie B1, gestionada por FeVA cantidad variable de equipos | Serie B1, gestionada por FeVA cantidad variable de equipos | Serie B1, gestionada por FeVA cantidad variable de equipos | Serie B1, gestionada por FeVA cantidad variable de equipos | Serie B1, gestionada por FeVA cantidad variable de equipos | Serie B1, gestionada por FeVA cantidad variable de equipos | Serie B1, gestionada por FeVA cantidad variable de equipos | Serie B1, gestionada por FeVA cantidad variable de equipos | Serie B1, gestionada por FeVA cantidad variable de equipos | Serie B1, gestionada por FeVA cantidad variable de equipos | Serie B1, gestionada por FeVA cantidad variable de equipos | Serie B1, gestionada por FeVA cantidad variable de equipos | Serie B1, gestionada por FeVA cantidad variable de equipos | Serie B1, gestionada por FeVA cantidad variable de equipos |